# Historia del dibujo técnico

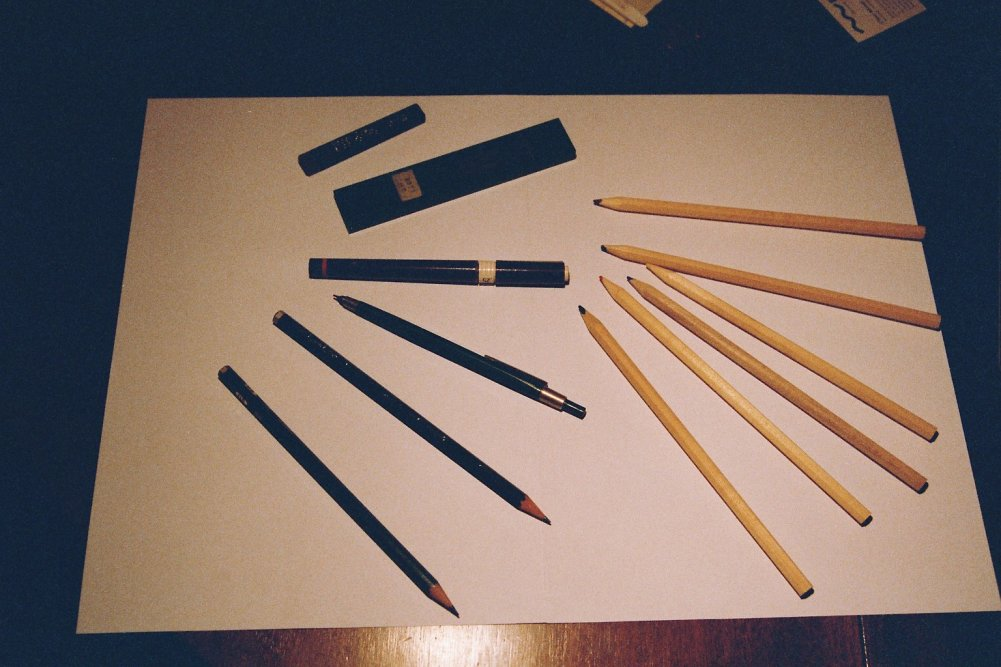
Lápices y plumas para dibujo técnico.

La historia del dibujo técnico se inicia por la necesidad de comunicarse mediante dibujos. Las primeras representaciones que conocemos son las pinturas rupestres, en ellas no solo se intentaba representar la realidad que le rodeaba, animales, astros, al propio ser humano, entre otros, sino también sensaciones, como la alegría de las danzas, o la tensión de las cacerías.
A lo largo de la historia, esta necesidad de comunicarse mediante dibujos, ha evolucionado, dando por un lado al dibujo artístico y por otro al dibujo técnico. 
El dibujo artístico intenta comunicar ideas y sensaciones, basándose en la sugerencia y estimulando la imaginación del espectador, mientras que el dibujo técnico, tiene como fin, la representación de los objetos lo más exactamente posible, en forma y dimensiones.
Hoy en día, se está produciendo una confluencia entre los objetivos del dibujo artístico y técnico. Esto es consecuencia de la utilización de los ordenadores en el dibujo técnico, con ellos se obtienen recreaciones virtuales en 3D, que si bien representan los objetos en verdadera magnitud y forma, también conllevan una fuerte carga de sugerencia para el espectador.

## Primeras manifestaciones

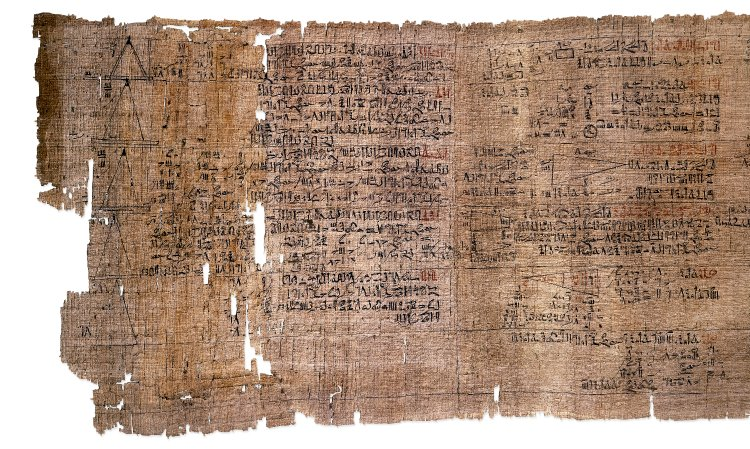
Papiro de Ahmes, también conocido como papiro matemático Rhind.

La primera aparición conocida del dibujo técnico se encuentra en un dibujo de construcción que aparece esculpido en la estatua llamada El arquitecto, que representa al gobernador sumerio Gudea ―quien gobernó entre el 2144 y el 2124 (o 2122)&a. C.―, y que se encuentra en el Museo del Louvre de París.
Del año 1650 a. C. data el papiro de Ahmes. Este escriba egipcio, redactó, en un papiro de 33 × 548 cm, una exposición de contenido geométrico dividida en cinco partes que abarcan: la aritmética, la estereotomía, la geometría y el cálculo de pirámides. En este papiro se llega a dar un valor aproximado del  número pi.
En el año 600 a. C. encontramos a Tales, filósofo griego nacido en Mileto. Fue el fundador de la filosofía griega, y está considerado como uno de los Siete Sabios de Grecia. Tenía conocimientos en todas las ciencias, pero llegó a ser famoso por sus conocimientos de astronomía, después de predecir el eclipse de Sol que ocurrió el 28 de mayo del 585 a. C. Se dice de él que introdujo la geometría en Grecia, ciencia que aprendió en Egipto. Sus conocimientos, le sirvieron para descubrir importantes propiedades geométricas. Tales no dejó escritos: el conocimiento que se tiene de él procede de lo que se cuenta en la Metafísica de Aristóteles.
Nacido en la isla de Samos, Pitágoras fue instruido en las enseñanzas de los primeros filósofos jonios, Tales de Mileto, Anaximandro y Anaxímenes. Fundó un movimiento con propósitos religiosos, políticos y filosóficos, conocido como pitagorismo. A dicha escuela se le atribuye el estudio y trazado de los tres primeros poliedros regulares: tetraedro, hexaedro y octaedro. Pero quizás su contribución más conocida en el campo de la geometría es el teorema de la hipotenusa, conocido como teorema de Pitágoras, que establece que "en un triángulo rectángulo, el cuadrado de la hipotenusa, es igual a la suma de los cuadrados de los catetos".
En el año 300 a. C., encontramos a Euclides, matemático griego. Su obra principal Elementos de dibujo y geometría, es un extenso tratado de matemáticas en 13 volúmenes sobre geometría del espacio (Véase Geometría euclidiana). Probablemente estudio en Atenas con discípulos de Platón. Enseñó geometría en Alejandría, y allí fundó una escuela de matemáticas.
Arquímedes (287-212 a. C.), notable matemático e inventor griego, que escribió importantes obras sobre geometría plana y del espacio, aritmética y mecánica. Nació en Siracusa, Sicilia, y se educó en Alejandría (Egipto). Inventó formas de medir el área de figuras curvas, así como la superficie y el volumen de sólidos limitados por superficies curvas. Demostró que el volumen de una esfera es dos tercios del volumen del cilindro que la circunscribe. También elaboró un método para calcular una aproximación del valor de pi (p), la proporción entre el diámetro y la circunferencia de un círculo, y estableció que este número estaba en 3 10/70 y 3 10/71.
Apolonio de Perga, matemático griego, llamado «el Gran Geómetra», que vivió durante los últimos años del siglo III y principios del siglo II a. C. Nació en Perga (en la región de Panfilia, en la actual Turquía). Su mayor aporte a la geometría fue el estudio de las curvas cónicas, que reflejó en su Tratado de las cónicas, que en un principio estaba compuesto por ocho libros o libretas escolares.